# Ланнилис
Ланнили́с (фр. Lannilis) — коммуна на северо-западе Франции, находится в регионе Бретань, департамент Финистер, округ Брест, кантон Плабеннек. Расположена на побережье Ла-Манша, в 23 км к северу от Бреста, в 18 км от национальной автомагистрали N12. 
Население (2019) — 5 672 человека. 

## История
До XV века Ланнилис был частью прихода, включавшего также территорию современной коммуны Ландеда. 
С XVI века в Ланнилисе стали активно развиваться гончарные мастерские; в городе производилось большое количество керамических изделий и кирпичей. В качестве сырья использовалась местная глина, по своему составу хорошо подходившая для обжига. Эти производства сохранились до середины XX века, после чего закрылись, не выдержав конкуренции со стороны жестяной посуды и других производителей керамики.

## Достопримечательности
- Шато Керуарс XVI-XVII веков в стиле Ренессанса
- Приходская церковь Святых Петра и Павла XIX века

## Экономика
Структура занятости населения:
- сельское хозяйство — 4,1 %
- промышленность — 11,5 %
- строительство — 12,6 %
- торговля, транспорт и сфера услуг — 37,3 %
- государственные и муниципальные службы — 34,5 %

Уровень безработицы (2018) — 8,9 % (Франция в целом —  13,4 %, департамент Финистер — 12,1 %). 

Среднегодовой доход на 1 человека, евро (2018) — 21 870 (Франция в целом — 21 730, департамент Финистер — 21 970).

## Демография
Динамика численности населения, чел.

## Администрация
Пост мэра Ланнилиса с 2014 года занимает Жан-Франсуа Трегер (Jean-François Treguer).  На муниципальных выборах 2020 года возглавляемый им независимый список победил в 1-м туре, получив 70,93 % голосов.
| Период | Период | Фамилия            | Партия                          | Примечания                            |
| ------ | ------ | ------------------ | ------------------------------- | ------------------------------------- |
| 1954   | 1971   | Ив Ле Бо           | Объединение французского народа | фермер, сенатор                       |
| 1971   | 1983   | Жозеф Тромлен      |                                 | мукомол                               |
| 1983   | 2008   | Жан-Луи Кербуль    | Разные правые                   | банкир                                |
| 2008   | 2014   | Клод Гиаварш       | Социалистическая партия         | член Генерального совета департамента |
| 2014   |        | Жан-Франсуа Трегер | Разные правые                   | культиватор                           |